# 2019-es Fiatal Táncosok Eurovíziója
A 2019-es Fiatal Táncosok Eurovíziója lett volna a tizenhatodik Fiatal Táncosok Eurovíziója, melynek pontos helyszíne és időpontja nem volt ismert. Az Eurovíziós Dalfesztivállal ellenben itt nem az előző évi győztes rendez, hanem pályázni kell a rendezés jogára. A 2017-es verseny a lengyel Paulina Bidzińska győzelmével zárult, aki a „La Certa” című táncát adta elő Csehország fővárosában, Prágában.
A versenyt szervező Európai Műsorsugárzók Uniója 2018. december 20-án bejelentette, hogy a rendezvény 2019-ben nem kerül megrendezésre, mivel egy ország sem jelezte, hogy otthont adna a megmérettetésnek. Korábban kétszer, 2007-ben és 2009-ben, fordult elő, hogy törölték a versenyt, különböző okok miatt. A bejelentésig két ország, az előző győztes, Lengyelország, illetve Málta, jelezték részvételi szándékukat.

## Térkép

Országok, melyek már megnevezték az indulójukat
Országok, melyek már jelezték, hogy részt vesznek
Országok, melyek korábban részt vettek, de ebben az évben nem

## A résztvevők
| Albánia             | Franciaország | Líbia           | Portugália    |
| Algéria             | Görögország   | Liechtenstein   | Románia       |
| Andorra             | Grúzia        | Litvánia        | San Marino    |
| Ausztria            | Hollandia     | Luxemburg       | Spanyolország |
| Azerbajdzsán        | Horvátország  | Észak-Macedónia | Svájc         |
| Belgium             | Írország      | Magyarország    | Svédország    |
| Bosznia-Hercegovina | Izland        | Málta           | Szerbia       |
| Bulgária            | Izrael        | Marokkó         | Szíria        |
| Ciprus              | Jordánia      | Moldova         | Szlovákia     |
| Csehország          | Kanada        | Monaco          | Szlovénia     |
| Dánia               | Katar         | Montenegró      | Törökország   |
| Egyesült Királyság  | Kazahsztán    | Németország     | Tunézia       |
| Egyiptom            | Koszovó       | Norvégia        | Ukrajna       |
| Észtország          | Lengyelország | Olaszország     | Vatikán       |
| Fehéroroszország    | Lettország    | Oroszország     |               |
| Finnország          | Libanon       | Örményország    |               |

## Döntő
| # | Ország        | Táncos | Tánc | Koreográfus | Helyezés |
| - | ------------- | ------ | ---- | ----------- | -------- |
|   | Lengyelország |        |      |             |          |
|   | Málta         |        |      |             |          |

## Közvetítő csatornák
- Lengyelország – TVP
- Málta – TVM

## Lásd még
- 2019-es Eurovíziós Dalfesztivál
- 2019-es Junior Eurovíziós Dalfesztivál
- 2019-es Eurovíziós Kórusverseny

## Külső hivatkozások
- (angolul) Fiatal Táncosok Eurovíziója – Hivatalos honlap Archiválva 2018. február 21-i dátummal a Wayback Machine-ben